# Bordj Badji Mokhtar
Bordj Badji Mokhtar là một đô thị thuộc tỉnh Adrar, Algérie. Dân số thời điểm năm 2002 là 9.323 người.